# Tanytarsus atomarius
Tanytarsus atomarius är en tvåvingeart som beskrevs av Jean-Jacques Kieffer 1918. Tanytarsus atomarius ingår i släktet Tanytarsus och familjen fjädermyggor.
Artens utbredningsområde är Seychellerna. Inga underarter finns listade i Catalogue of Life.